# Sienau
Sienau ist ein Ortsteil der Hansestadt Salzwedel im Altmarkkreis Salzwedel in Sachsen-Anhalt.

## Geographie
Das kleine Straßendorf Sienau liegt etwa fünf Kilometer südsüdöstlich von Salzwedel im Norden der Altmark. Östlich des Dorfes fließt die Jeetze.

## Geschichte

### Mittelalter bis Neuzeit
Im Jahre 1309 wurde ein Thidericus Cynou in Salzwedel erwähnt. Kurz darauf, im Jahr 1347 wurden zwei Bürger in Salzwedel genannt: Johannis de cynowe et Arnoldo dicto lunigh, ciuibus in soltwedele.
Ob diese Personen einen Bezug zu Sienau oder zu Zienau haben, lässt sich nicht mit Sicherheit sagen, so der Historiker Peter P. Rohrlach.
Die erste Erwähnung des Dorfes Sienau stammt aus dem Jahre 1573 als Sinow in einer Urkunde im Brandenburgischen Landeshauptarchiv. Im Dorf gab es drei Hüfner. In der Urkunde heißt es: Haben keine Kirche, gehen nach Brewitz zur Kirche, Pfarrer und Küster bekommen nur den Vierzeitenpfennig. Alemann hat ein Stück Land. Weitere Nennungen sind 1608 Zinow, um 1650 Zienow 1687 Zienow, 1804 Zienau, und 1873 Sienau.

### Eingemeindungen
Ursprünglich gehörte das Dorf zum Salzwedelischen Kreis der Mark Brandenburg in der Altmark. Zwischen 1807 und 1813 lag es im Stadtkanton Salzwedel auf dem Territorium des napoleonischen Königreichs Westphalen. Ab 1816 gehörte die Gemeinde zum Kreis Salzwedel, dem späteren Landkreis Salzwedel.
Am 20. Juli 1950 wurden die Gemeinden Sienau und Kricheldorf zu einer Gemeinde mit dem Namen Krinau im Landkreis Salzwedel zusammengeschlossen. Am 25. Juli 1952 wurde Krinau in den Kreis Salzwedel umgegliedert. Am 1. März 1974 wurde die Gemeinde Krinau in die Stadt Salzwedel eingemeindet. Krinau wurde damit aufgelöst. Sienau und Kricheldorf wurden Ortsteile von Salzwedel.

### Einwohnerentwicklung
| Jahr | Einwohner |
| ---- | --------- |
| 1734 | 59        |
| 1776 | 64        |
| 1789 | 60        |
| 1798 | 64        |
| 1801 | 68        |
| 1818 | 45        |
| 1840 | 85        |
| 1864 | 84        |
| 1871 | 85        |
| 1885 | 94        |

| Jahr | Einwohner |
| ---- | --------- |
| 1892 | [00]091   |
| 1895 | 082       |
| 1900 | [00]074   |
| 1905 | 096       |
| 1910 | [00]111   |
| 1925 | 101       |
| 1939 | 110       |
| 1946 | 179       |
| 1993 | 080       |
| 1995 | 087       |

| Jahr | Einwohner |
| ---- | --------- |
| 2000 | 88        |
| 2005 | 91        |
| 2010 | [00]92    |
| 2014 | [00]89    |
| 2015 | [00]87    |
| 2020 | [00]82    |
| 2021 | [00]82    |
| 2022 | [00]73    |
| 2023 | [0]78     |

Quelle, wenn nicht angegeben, bis 1946 1993 bis 2005

## Religion
Die evangelischen Christen aus Sienau gehörten früher zur Kirchengemeinde Brewitz, die als mater combinata zur Pfarrei St. Georg in Salzwedel-Perver gehörte. Die Evangelischen aus Sienau werden heute betreut vom Pfarrbereich Salzwedel-St. Georg im Kirchenkreis Salzwedel im Bischofssprengel Magdeburg der Evangelischen Kirche in Mitteldeutschland.

## Kultur und Sehenswürdigkeiten
- Ein Bauernhof und zwei Torscheunen stehen unter Denkmalschutz.
- Der Ortsfriedhof liegt am westlichen Ende des Dorfes.